# Ahn Jung-hwan
Ahn Jung-hwan (kor. 안정환) (ur. 27 stycznia 1976 w Paju, prow. Kyŏnggi) – piłkarz koreański, występujący na pozycji napastnika, reprezentant Korei Południowej. Jest uważany za jednego z najlepszych piłkarzy azjatyckich swojej generacji.
Członek ekipy koreańskiej na Mistrzostwach Świata w 2002, 2006 i w 2010.

## Kariera reprezentacyjna

### Początek
Dla Korei Południowej zadebiutował 1997 roku w towarzyskim meczu z Chinami. Swoją pierwszą bramkę zdobył dwa lata później, podczas zawodów Korea Cup przeciwko reprezentacji Meksyku. Jego pierwszym ważniejszym turniejem były Mistrzostwa Ameryki Północnej w 2000 roku, gdzie Koreańczycy zostali zaproszeni na tę imprezę, lecz nie osiągnęli nawet wyjścia z grupy. Przed Mistrzostwami Świata w swoim kraju Ahn pokazał dobrą formę w meczach towarzyskich, szczególnie w meczu ze Szkocją, kiedy to zdobył dwie bramki.

### Mundial
W 2002 roku Ahn został powołany na mundial w Korei i Japonii. W pierwszym swoim meczu Korea Południowa zwyciężyła z Polską 2-0 Ahn wszedł na boisku z ławki rezerwowych i dał dobrą zmianę napędzając ataki gospodarzy. W kolejnym meczu przeciwko Stanom Zjednoczonym także wszedł z ławki i zdobył wyrównującą bramkę po uderzeniu głową. Wykonał wtedy pamiętną celebrację łyżwiarza, nawiązującą do pojedynku między Amerykanina Apollo Ohno i Koreańczyka Kim Dong-sungiem podczas Igrzysk Olimpijskich które odbyły się w tym samym roku co Mundial. Mecz zakończył się remisem 1-1. Trzeci mecz był dużym wyzwaniem przed Koreą Południową, zmierzyli się z Portugalią, udało się wygrać 1-0. Korea Południowa awansując do kolejnej rundy, wychodząc z pierwszego miejsca musiała zmierzyć się z Włochami. Po golu Christiana Vieriego było 1-0. Mecz był bardzo zacięty, Ahn Jung-hwan grał od pierwszej minuty, od samego początku był bardzo zaangażowany, pomagając także w defensywie. Wkrótce sędzia przyznał rzut karny dla Korei Południowej i do jedenastki podszedł Ahn, jednak Gianluigi Buffon obronił strzał Koreańczyka. Pod koniec czasu podstawowego reprezentacja Korei wyrównała. Nastąpiła dogrywka, w 119 minucie nieoczekiwanie Ahn trafił do siatki pokonując w pojedynku główkowym Paolo Maldiniego. Koreański napastnik zagrał świetny mecz i został wybrany zawodnikiem meczu. W ćwierćfinale drużyna Guusa Hiddinka natrafiła na Hiszpanię, po zaciętym meczu 0-0 w karnych zwyciężyła Korea, Jung-hwan wykorzystał jedenastkę. W półfinale przeciwko Niemcom, Korea przegrała 0-1. W meczu o trzecie miejsce przeciwko Turcji, Ahn zagrał pełne 90 minut, Turcja zwyciężyła 3-2.

### Ciąg dalszy
Po Mistrzostwach Świata rozegrał kilka dobrych meczów towarzyskich, między innymi z mistrzem świata Brazylią. Zdobył bramkę i zaliczył asystę. W 2003 roku był w składzie kiedy to jego reprezentacja zdobyła Mistrzostwo wschodniej Azji.
Kolejnym ważnym pucharem dla Jung-hwana był Puchar Azji w 2004 roku. Zdobył on na tym turnieju dwie bramki, a Korea odpadła już po ćwierćfinale przeciwko Iranowi.
W 2006 roku został powołany na mundial w Niemczech. Korei nie udało się wyjść z grupy, zajmując trzecie miejsce w grupie i osiągając 4 punkty. Podczas pierwszego meczu Ahnowi udało się zdobyć piękną bramkę zza pola karnego, został on wybrany zawodnikiem meczu, a Korea zwyciężyła z Togo 2-1, drugi bardzo udany mecz Koreańczyków zakończony remisem z Francją 1-1, w którym wystąpił. Trzeci mecz przegrany ze Szwajcarią 0-2. Koreański napastnik został powołany na trzeci mundial w Republice Południowej Afryki, jednak nie zagrał nawet minuty. Po mundialu zakończył karierę reprezentacyjną.

## Kariera klubowa
Karierę rozpoczął w Busan Daewoo Royals 1998 roku. Podczas pierwszego sezonu rozegrał 17 meczów ligowych zdobywając 5 bramek, został wybrany do jedenastki sezonu. Kolejny sezon był jeszcze lepszy, po raz kolejny wybrany do jedenastki sezonu, a także na najlepszego gracza sezonu.
W 2000 roku został wypożyczony do włoskiego klubu AC Perugia. We Włoszech zdobył 5 bramek i 1 asystę, zaliczył kilka dobrych meczów jednak nie był to najlepiej wspominany czas dla Koreańczyka. W wywiadzie 2013 roku powiedział, że nie czuł się dobrze w tym klubie i był zastraszany przez kapitana Marco Materazziego. Po Mistrzostwach Świata kontrakt wypożyczenia w Perugii Ahna został anulowany. Właściciel klubu Luciano Gucci powiedział „Nie mam zamiaru płacić pensji komuś kto zrujnował włoską piłkę nożną”. Guus Hiddink, trener reprezentacji Korei uznał to za „dzieciną reakcję” spowodowaną golem Ahna. Chciał szukać szczęścia w innej europejskiej drużynie, ale jednak odszedł do japońskiego klubu Shimizu S-Pulse.
W Shimizu występował przez dwa sezony zdobywając 14 bramek. W 2004 roku został kupiony przez klub z Jokohamy i zaliczył jego najlepszy sezon w karierze, wygrywając J-League i zdobywając 12 bramek. Podczas gry w tym klubie miał okazaję grał z innym znanym wówczas koreańskim piłkarzem Yoo Sang-chulem. Po swoim pobycie w Japonii wrócił do Europy, rozegrał sezon w FC Metz i MSV Duisburg, lecz nie były to udane sezony koreańskiego piłkarza. Następnie grał w drużynach koreańskich, a od 2009 roku w chińskim klubie Dalian Shide. W tym klubie zakończył swoją karierę.

## Styl gry
Ahn grał na pozycji środkowego napastnika, jednak był uniwersalny. Mógł także grać na skrzydle czy jako środkowy ofensywny pomocnik. Charakteryzowała go dobra technika, znany z dobrego dryblingu, równowagi i energiczności. Potrafił dobrze wrzucać podkręcone piłki czy strzelać z dystansu. Często wykonywał rzuty wolne czy rzuty rożne. Dzięki swojemu świetnemu ustawieniu zdobywał wiele goli. Zdobywał gole z różnych pozycji, jak i z różnych części ciała. Zdobywał także bramki po uderzeniach głową, mimo niezbyt wysokiego wzrostu. Koreańczyk był zawodnikiem walecznym, grał dosyć ostro często zbierał żółte kartki.

## Życie prywatne
Ożenił się z byłą miss Korei Południowej Lee Hye-Won w roku 2001. Ahn jest czasem nazywany „Władcą Pierścienia” przez koreańskich fanów, ponieważ często po golu całował obrączkę swojej żony.

## Osiągnięcia
- Mistrz J-League: 2004
- Piłkarz roku K-League: 1999
- Jedenastka sezonu K-League: 1998, 1999
- Nominowany do najlepszego piłkarza Azji: 2002
- 2 razy zawodnik meczu na Mistrzostwach Świata